# Diocesi di Sauatra
La diocesi di Sauatra (in latino Dioecesis Sauatrensis) è una soppressa del patriarcato di Costantinopoli e una sede titolare della Chiesa cattolica.

## Storia
Sauatra, identificabile con Yağlibayat, nel distretto di Karatay in Turchia, è un'antica sede episcopale della provincia romana della Licaonia nella diocesi civile di Asia. Faceva parte del patriarcato di Costantinopoli ed era suffraganea dell'arcidiocesi di Iconio.
La diocesi, conosciuta dalle fonti anche come Sabatra, Savatra e Soatra, è documentata nelle Notitiae Episcopatuum del patriarcato di Costantinopoli fino al XII secolo.
Sono due i vescovi attribuiti a questa antica diocesi: Aristofane, che partecipò al primo concilio di Costantinopoli nel 381; ed Eustazio, che fu rappresentato al concilio di Calcedonia del 451 dal metropolita Onesiforo di Iconio, che sottoscrisse al posto di Eustazio gli atti dell'ultima sessione del 25 ottobre.
Dal XIX secolo Sauatra è annoverata tra le sedi vescovili titolari della Chiesa cattolica; la sede è vacante dal 2 febbraio 1964. Due finora sono stati i suoi titolari: il cappuccino André-Marie-Elie Jarosseau, vicario apostolico dei Galla in Etiopia; e Jean-Maria Mazé, missionario M.E.P., vicario apostolico di Hưng Hóa in Vietnam.

## Cronotassi

### Vescovi greci
- Aristofane † (menzionato nel 381)
- Eustazio † (menzionato nel 451)

### Vescovi titolari
- André-Marie-Elie Jarosseau, O.F.M.Cap. † (6 aprile 1900 - 18 gennaio 1941 deceduto)
- Jean-Maria Mazé, M.E.P. † (11 gennaio 1945 - 2 febbraio 1964 deceduto)